# Merrill's Marauders

Le groupe des Maraudeurs, officiellement 5307th Composite Unit (provisional) ou Unité Galahad, fut, avec la Force Mars, la seule unité terrestre américaine à combattre dans la jungle sur le théâtre d’opérations du Raj britannique durant la Seconde Guerre mondiale. Actifs durant la première phase de la reconquête de la Birmanie, les Maraudeurs commandés par le général Frank Merrill constituent une des facettes de l’engagement américain aux côtés de la République de Chine, avec les forces aériennes américaines en Chine des « Tigres Volants » du général Claire Chennault et les avions de transport de Cochran qui assuraient le ravitaillement de la Chine par-dessus la « bosse » (Hump) himalayenne.

## Genèse
Lors la conférence de Québec d’août 1943, le président américain Franklin Delano Roosevelt, le Premier ministre britannique Winston Churchill et d’autres responsables alliés décident d’envoyer des forces terrestres américaines en mission de pénétration profonde derrière les lignes japonaises en Birmanie. 
Les Maraudeurs seront formés à cet effet sous le nom de code « Unité Galahad » et la désignation officielle de "Unité composite 5307 du théâtre d’opérations "CBI" (Chine, Birmanie, Inde).
Inspiré de l’action des Chindits, leur objectif est de détruire les lignes de transport japonaises dans le Nord de la Birmanie et de créer le plus grand désordre possible, afin de fixer un maximum de troupes japonaises sur ces lignes et de les détourner de la zone de construction de la nouvelle Route de Birmanie de Ledo (Assam) à Kunming (Yunnan). Les Maraudeurs sont, par leur formation, leur provenance et leur tenue, issus des United States Army Rangers. 
À l’appel présidentiel aux volontaires pour une mission risquée répondirent environ 2 900 soldats. Ils constituèrent une unité composite commandée par le général Frank Merrill et le chef d’état-major chinois Chun Lee. Les volontaires venaient de toutes les zones de combat et de toutes les branches des forces armées. Ils subiront un entraînement dans la plus grande discrétion dans la jungle indienne.

## Organisation
L’unité est organisée en bataillons composés de deux groupements de combat de 400 hommes chacun. Six cents hommes furent détachés au Quartier Général en Inde prêt à coordonner et prêter main-forte aux six groupes de combat. Les deux cent quarante qui restaient commençaient leur marche de 1 600 km vers la « Route de Ledo » (Route de Birmanie ou « Ledo Road ») à travers les contreforts et les cols de l’Himalaya et la jungle très dense des basses terres.

## Opérations militaires

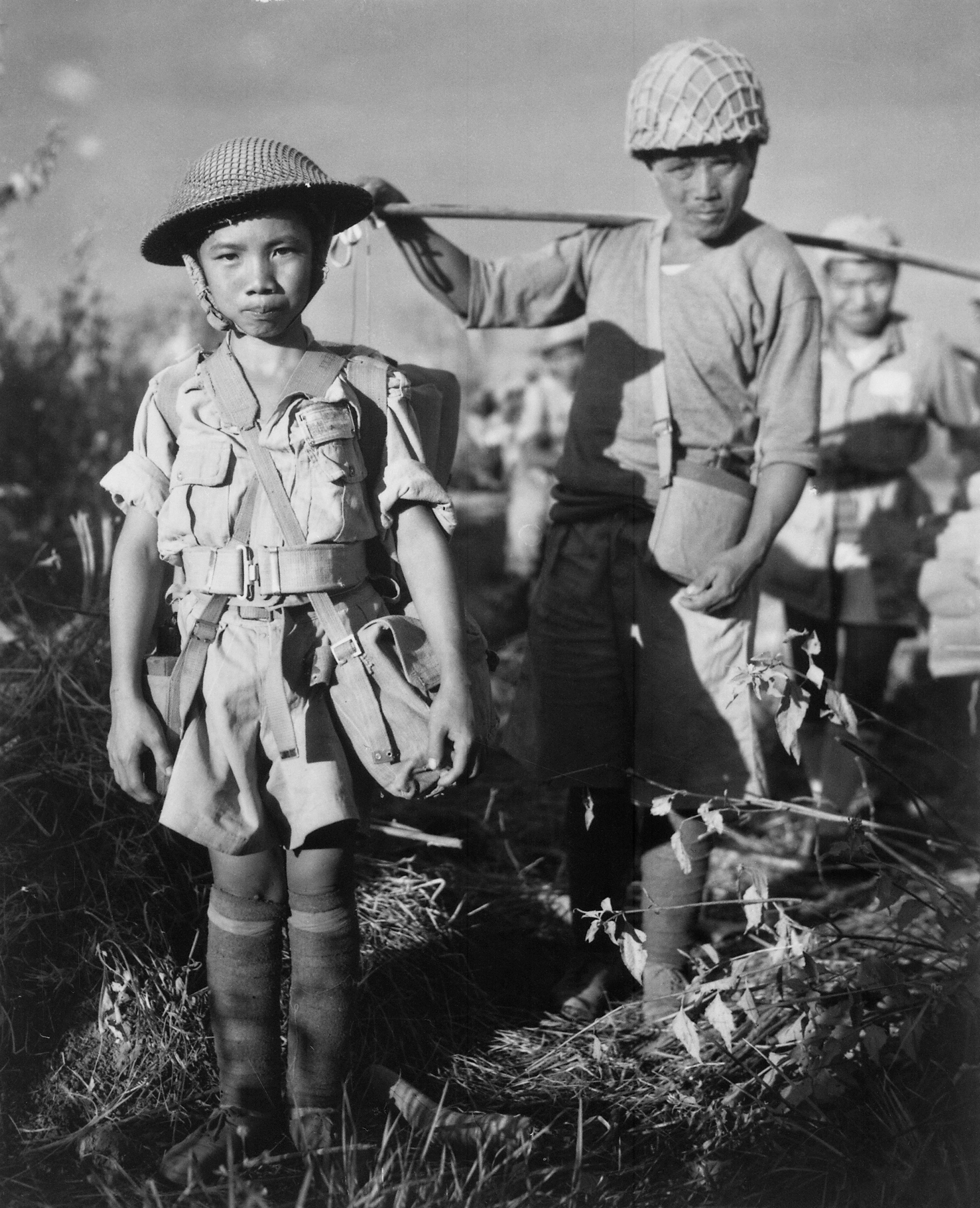
Jeune soldat chinois attendant son embarquement dans l’avion vers l’arrière, après la prise de Myitkina sous le commandement de Frank Merrill. Mai 1944.

Les couleurs des 6 groupes de combat sont reprises sur l’écusson du 75e Régiment de Rangers actuel.

Sans artillerie ni blindés, cette troupe légère se joignit à la Force X chinoise pour affronter et défaire la redoutable 18e Division de l’Armée impériale japonaise (qui avait conquis la Malaisie et Singapour) en 5 engagements majeurs et 30 affrontements mineurs, se déplaçant toujours derrière les forces principales japonaises, coupant leurs lignes de transport et détruisant leurs installations fixes. Le couronnement de leur action fut la capture de l’aérodrome de Myitkina, le seul en Birmanie utilisable en toute saison.
Ils s’adaptaient à la situation et au terrain, vivaient des ressources locales et fraternisaient avec les indigènes qui les renseignaient, les guidaient, les abritaient et leur apprenaient à vivre et combattre dans la jungle. Dans les villages de la minorité Kachin, ils ont obtenu par le troc des mules pour transporter les hommes et les équipements. C’était aussi la guerre psychologique de conquête du cœur et de l’esprit pour faire de ces indigènes leurs alliés. La minorité Kachin, encore opprimée aujourd’hui par le gouvernement birman, voyait en eux des libérateurs. Ces méthodes furent reprise par les Bérets Verts américains de la guerre du Viêt Nam (1959-1975) qui, à l'image des Français peu auparavant, formaient les minorités de montagnards (Moï, Hmongs, Thaïs, etc.) du Viêt Nam à combattre avec eux.
Pour leurs réussites en Birmanie, les Maraudeurs ont reçu la « Distinguished Unit Citation » en juillet 1944, renommée en « Presidential Unit Citation » accordée par le Président au nom du Congrès en novembre 1966.
Les rangs des Maraudeurs compte un certain nombre de Nippo-Américains de la deuxième génération d’immigration (Nisei), nés aux États-Unis et dont certains sortaient directement des camps de relocalisation où ils étaient enfermés après avoir été déplacés, avec leurs parents, de leurs lieux de résidence.
À Nhpum Ga, le 2e Bataillon prit position sur un périmètre défensif de 400 m de long sur 200 m de large au sommet d’une colline lorsque les Japonais l’attaquèrent au mortier durant une semaine. Dans des conditions dantesques entourée de mules pourrissant à l’air du climat tropical, le sol rocailleux difficile à creuser pour enterrer les carcasses, buvant une eau boueuse rationnée à une demi-tasse par jour. Les Maraudeurs tinrent le terrain face aux charges d’infanterie succédant au feu des mortiers. Cette héroïque résistance est due, en partie, à la bravoure et l’ingéniosité du sergent Roy H. Matsumoto (en) qui se glissait la nuit près des bivouacs japonais pour écouter la conversation des soldats et rapporter ces renseignements qui permettaient de préparer la réponse aux attaques du lendemain. Une fois, au moment propice, le sergent Matsumoto lança en japonais l’ordre d’attaquer, les Japonais chargèrent et furent pris sous le feu des mitrailleuses placées en embuscade.
Les Maraudeurs américains opéraient en coopération avec les Chindits, leurs homologues britanniques, durant toute la campagne de Birmanie. Ils collaboraient aussi de temps à autre avec les membres du Détachement 101 de l’OSS (Office of Strategic Service) qui opéraient en éclaireurs et voltigeurs, apparaissant et disparaissant comme des fantômes.
Après la bataille de Myitkyina en 1944, l’unité Galahad fut dissoute et ses quelques survivants dispersés dans d’autres branches des forces armées des États-Unis. La Force Mars prit alors la relève pour appuyer la Force X en Haute-Birmanie.